# Dylan Pereira
Dylan Pereira (Lussemburgo, 10 giugno 1997) è un pilota automobilistico lussemburghese, vincitore della Porsche Supercup nel 2022.

## Carriera
Dylan Peirera all'età di quattro anni ha ricevuto da suo padre il suo primo kart ed già al età di dieci anni inizia a competere. Nel 2013 ha vinto Euro Winter Cup nella classe KF2.

### Porsche Supercup

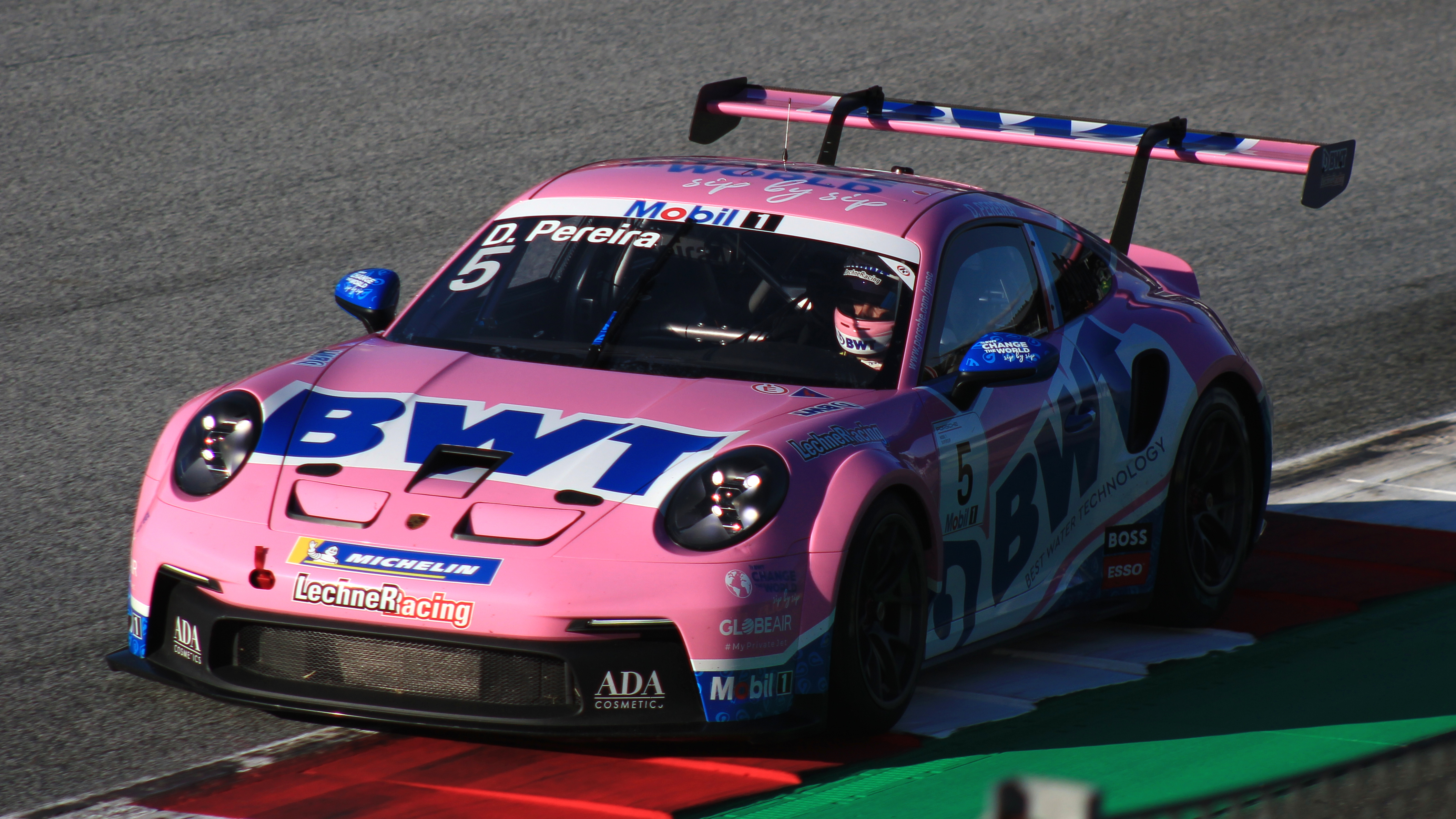
Dylan Pereira in Austria durante il campionato Porsche Supercup 2022

A differenza di quasi tutti i piloti della sua generazione, Peirera rinuncia alle corse in monoposto fin dall'inizio e passa alle auto GT. Dopo due anni nella Volkswagen Castrol Cup passa nel 2016 nella Porsche Supercup, campionato monomarca che utilizza la 991 GT3 del costruttore tedesco.
Dopo diversi podi nel 2019 ottiene la sua prima vittoria nella categoria al Hungaroring, un successo amaro per Peirera che non ottiene nessun punti in classifica poiché è stato completato meno del 50% della gara. Due round successivi a Spa-Francorchamps arriva il suo secondo successo nella serie, questa volta con anche punti per la classifica. Un anno dopo vince altre due corse ed diventa vince campione nella serie dietro a Larry ten Voorde.
Nel 2021 ottiene una sola vittoria in stagione ed chiude settimo in classifica finale, l'anno successivo ottiene tre vittorie (Imola, Austria e Spa-Francorchamps),  grazie al quinto posto a Monza Peirera si laurea campione.

### Mondiale Endurance
Nel 2020 viene chiamato dal team Team Project 1 per competere nel ultimo round della stagione 2019-20 del WEC. Peirera divide la Porsche 911 RSR-19 con Ben Keating e Jeroen Bleekemolen, l'equipaggio chiude sesto nella 8 Ore del Bahrain.
Nel 2021 Peirera insieme a Ben Keating e Felipe Fraga si uniscono al team TF Sport per l'intera stagione del Campionato del mondo endurance. L'equipaggio alla guida dell'Aston Martin Vantage AMR vincono la 6 Ore del Bahrain ed arrivano secondi alla 24 Ore di Le Mans e alla 6 Ore di Spa. Peirera arriva secondo nella classifica piloti classe GT AM dietro alla Ferrari 488 GTE Evo guidata da Nicklas Nielsen, François Perrodo e Alessio Rovera.

### GT World Challenge Europe
Nel 2023 prende parte al intero GT World Challenge Europe Endurance Cup sempre con la Porsche. Inoltre corre anche la 24 Ore del Nürburgring dove ottiene la vittoria nella classe Cup2 Pro e il diciottesimo posto nella assoluta.

## Risultati

### Risultati Porsche Supercup
| Anno    | Squadra                    | CAT | MON | RBR | SIL | HUN | HOC | SPA | MNZ | COA | COA | Punti | Pos. |
| ------- | -------------------------- | --- | --- | --- | --- | --- | --- | --- | --- | --- | --- | ----- | ---- |
| 2016    | Momo Megatron              | 11  | 18  | 25  | 26  | 12  | 12  | 15  | Rit | 10  | 9   | 35    | 13°  |
| Anno    | Squadra                    | CAT | CAT | MON | RBR | SIL | HUN | SPA | SPA | MNZ | MEX | Punti | Pos. |
| 2017    | Lechner Racing Middle East | 8   | 5   | Rit | 3   | 3   | 6   | 10  | 3   | Rit |     | 84    | 8°   |
| Anno    | Squadra                    | CAT | MON | RBR | SIL | HOC | HUN | SPA | MNZ | MEX | MEX | Punti | Pos. |
| 2018    | Momo Megatron              | 3   | 3   | 4   | Rit | 5   | 9   | Rit | 5   | 10  | 9   | 90    | 7°   |
| Anno    | Squadra                    | CAT | MON | RBR | SIL | HUN | HUN | SPA | MNZ | MEX | MEX | Punti | Pos. |
| 2019    | BWT Lechner Racing         | 13  | Rit | 7   | 12  | 1‡  | 5   | 1   | 7   | Rit | 4   | 73    | 9°   |
| Anno    | Squadra                    | RBR | RBR | HUN | SIL | SIL | CAT | SPA | MNZ |     |     | Punti | Pos. |
| 2020    | BWT Lechner Racing         | 2   | 1   | 1   | 6   | 3   | 3   | 2   | 4   |     |     | 148   | 2°   |
| Anno    | Squadra                    | MON | RBR | RBR | HUN | SPA | ZND | MNZ | MNZ |     |     | Punti | Pos. |
| 2021    | BWT Lechner Racing         | 11  | 25  | 2   | 11  | 1   | 6   | 21  | 13  |     |     | 71    | 7°   |
| Anno    | Squadra                    | IMO | MON | GBR | AUT | LEC | SPA | ZND | MNZ |     |     | Punti | Pos. |
| 2022    | BWT Lechner Racing         | 1   | 4   | 4   | 1   | 4   | 1   | 2   | 5   |     |     | 146   | 1°   |
| Legenda |                            |     |     |     |     |     |     |     |     |     |     |       |      |

‡ Nessun punto è stato assegnato al round di Hockenheimring poiché è stato completato meno del 50% della distanza di gara programmata

### Risultati Mondiale Endurance
| Anno    | Squadra        | Classe   | Vettura                  | SIL | FUJ | SHA | BHR | COA | SPA | LMS | BHR | Punti | Pos. |
| ------- | -------------- | -------- | ------------------------ | --- | --- | --- | --- | --- | --- | --- | --- | ----- | ---- |
| 2019-20 | Team Project 1 | LMGTE AM | Porsche 911 RSR-19       |     |     |     |     |     |     |     | 6   | 1     | 39°  |
| Anno    | Squadra        | Classe   | Vettura                  | SPA | ALG | MON | LMS | BHR | BHR |     |     | Punti | Pos. |
| 2021    | TF Sport       | LMGTE AM | Aston Martin Vantage AMR | 2   | 7   | 12  | 2   | 1   | Rit |     |     | 90,5  | 2°   |
| Legenda |                |          |                          |     |     |     |     |     |     |     |     |       |      |

### Risultati 24 Ore di Le Mans
| Anno | Team     | Co-piloti                | Auto                     | Classe | Giri | Pos. | Class Pos. |
| ---- | -------- | ------------------------ | ------------------------ | ------ | ---- | ---- | ---------- |
| 2021 | TF Sport | Ben Keating Felipe Fraga | Aston Martin Vantage AMR | GTE Am | 339  | 26°  | 2°         |

### Risultati nella ALMS
| Anno    | Squadra         | Classe | Vettura            | SEP | SEP | DUB | ABU | ABU | Punti | Pos. |
| ------- | --------------- | ------ | ------------------ | --- | --- | --- | --- | --- | ----- | ---- |
| 2023-24 | Attempto Racing | GT     | Audi R8 LMS Evo II | 2   | Rit |     |     |     | 18*   |      |
| Legenda |                 |        |                    |     |     |     |     |     |       |      |